# Parki narodowe w Estonii
Parki narodowe w Estonii – obszary prawnie chronione na terenie Estonii, wyróżniające się ekosystemami o szczególnych wartościach przyrodniczych, krajobrazowych i dziedzictwa kulturowego. W Estonii znajduje się 6 parków narodowych (2020) i wszystkie zarządzane są przez Keskkonnaamet (tłum. „radę ds. środowiska”).

## Historia
Początki ochrony przyrody na terenie Estonii sięgają 1910 roku, kiedy to z prywatnej inicjatywy lokalnego kierownika latarni morskiej Artura Tooma, Ryskie Towarzystwo Odkrywców Przyrody ogłosiło wyspy Vaika (obecnie Park Narodowy Vilsandi) rezerwatem przyrody. W 1920 roku prace nad stworzeniem obszarów chronionych rozpoczął Komitet Ochrony Przyrody Towarzystwa Odkrywców Przyrody uniwersytetu w Tartu, który przygotował projekt ustawy o ochronie przyrody. Jego przyjęcie zostało opóźnione z powodów ekonomicznych.
Pierwszą ustawę o ochronie przyrody uchwalono 11 grudnia 1935 roku. Na jej mocy ustanowiono rejestr obszarów i obiektów chronionych, który prowadzony był od 11 listopada 1936 roku do 22 lutego 1941 roku i obejmował: 523 rezerwaty przyrody, 47 obszarów chronionych i 476 pojedynczych obszarów.
Drugą ustawę o ochronie przyrody przyjęto w 1957 roku, a w tym samym roku na mocy dekretu rządowego ustanowiono cztery państwowe obszary chronione (Vaika, Viidumäe, Matsalu, Nigula) i 28 innych obszarów chronionych.
Po odzyskaniu przez Estonię niepodległości w 1991 roku system ochrony przyrody został zreformowany. W 1993 roku utworzono parki narodowe Soomaa i Karula, a rezerwat przyrody Vilsandi został poszerzony i przekształcony w park narodowy.
Po wejściu Estonii do Unii Europejskiej w 2004 roku, 10 maja tego samego roku przyjęto kolejną ustawę o ochronie przyrody, która wprowadziła „obszary ochrony”.
Obecnie (2020) na terenie Estonii znajduje się 6 parków narodowych – obszarów prawnie chronionych, wyróżniających się ekosystemami o szczególnych wartościach przyrodniczych, krajobrazowych i dziedzictwa kulturowego. Wszystkie parki zarządzane są przez Keskkonnaamet (tłum. „radę ds. środowiska”).

## Parki narodowe
| Lp. | Zdjęcie | Nazwa parku narodowego                       | Rok utworzenia              | Powierzchnia [km²]                              | Prowincja                  | Uwagi |
| --- | ------- | -------------------------------------------- | --------------------------- | ----------------------------------------------- | -------------------------- | --- |
| 1.  |         | Park Narodowy Alutaguse Alutaguse rahvuspark | 2018                        | 443,31 km²                                      | Virumaa Wschodnia          | Torfowiska Agusalu i Muraka wpisane są na listę konwencji ramsarskiej |
| 2.  |         | Park Narodowy Karula Karula rahvuspark       | 1993                        | 123 km²                                         | Võrumaa                    | Park należy do sieci obszarów objętych ochroną przyrody na terytorium Unii Europejskiej – Natura 2000 |
| 3.  |         | Park Narodowy Lahemaa Lahemaa rahvuspark     | 1971                        | 747,84 km² (w tym 268,74 km² obszarów morskich) | Harjumaa Virumaa Zachodnia | Park należy do sieci obszarów objętych ochroną przyrody na terytorium Unii Europejskiej – Natura 2000 |
| 4.  |         | Park Narodowy Matsalu Matsalu rahvuspark     | 1957 (rezerwat) 2004 (park) | 486,1 km²                                       | Läänemaa                   | Park został wpisany na listę konwencji ramsarskiej; Europejski Dyplom dla Obszarów Chronionych |
| 5.  |         | Park Narodowy Soomaa Soomaa rahvuspark       | 1993                        | 398,84 km²                                      | Viljandimaa Parnawa        | Ostoja ptaków IBA; park znajduje się na liście konwencji ramsarskiej; należy do sieci obszarów objętych ochroną przyrody na terytorium Unii Europejskiej – Natura 2000                                                  |
| 6.  |         | Park Narodowy Vilsandi Vilsandi rahvuspark   | 1957 (rezerwat) 1993 (park) | 240 km²                                         | Sarema                     | Park znajduje się na liście konwencji ramsarskiej; należy do sieci obszarów objętych ochroną przyrody na terytorium Unii Europejskiej – Natura 2000; część Archipelagu Zachodnioestońskiego – rezerwatu biosfery UNESCO |